# Leon Power
Pour les articles homonymes, voir Power.
Pas d'image ? Cliquez ici

a Compétitions nationales et continentales officielles uniquement.

Dernière mise à jour le 27 octobre 2018.
Leon Power, né le 27 février 1986 à Sydney, est un joueur de rugby à XV australien qui joue au poste de deuxième ligne. Il évolue avec la franchise de la Western Force en Global Rapid Rugby et en NRC depuis 2018. Il mesure 2,01 m pour 117 kg.

## Biographie
Leon Power a fait ses débuts professionnels avec la province néo-zélandaise de Taranaki en National Provincial Championship en 2007. En 2011, il rejoint l'équipe de Bay of Plenty dans ce même championnat.
En 2012, il fait ses débuts en Super Rugby avec la franchise australienne des Brumbies. 
Il rejoint en 2014 le club français de l'US Oyonnax qui évolue en Top 14,. 
Après deux saisons pleines au niveau du temps de jeu, il quitte Oyonnax en 2016 lors de la relégation du club en deuxième division et retourne jouer avec l'équipe de Taranaki en NPC, et la franchise des Waratahs en Super Rugby,.

## Famille
Son frère Robert est coureur cycliste professionnel.